# Une ville immortelle
Une ville immortelle est un roman de Pierre-Jean Rémy paru le 27 août 1986 aux éditions Albin Michel et ayant reçu le Grand prix du roman de l'Académie française la même année.

## Résumé
En partie autobiographique, c'est le roman d'un écrivain-diplomate à qui le Président de la République confie personnellement la réouverture d'un consulat endormi d'une ville de Toscane. 
L'écrivain accepte la nomination en dilettante, d'abord pris par le charme de la proposition, puis, se prenant au jeu, il se sent, petit à petit oppressé par l'atmosphère particulière de cette ville où tout le monde se connaît, et où l'on sent qu'affleurent de nombreux secrets. Imprégné en profondeur par son nouvel environnement, de touriste culturel qu'il était, le nouveau consul se pose des questions sur sa mission et sur les raisons réelles qui ont poussé le Président à réactiver pour lui ce poste déshérité.  Surtout en sachant que le Président a lui aussi vécu, jeune homme, dans cette ville.
Le diplomate en viendra à se remettre en cause au terme de ce parcours à la fois culturel et initiatique.

## Éditions
- Une ville immortelle, éditions Albin Michel, 1986  (ISBN 2226027033).